# Urím a tumím

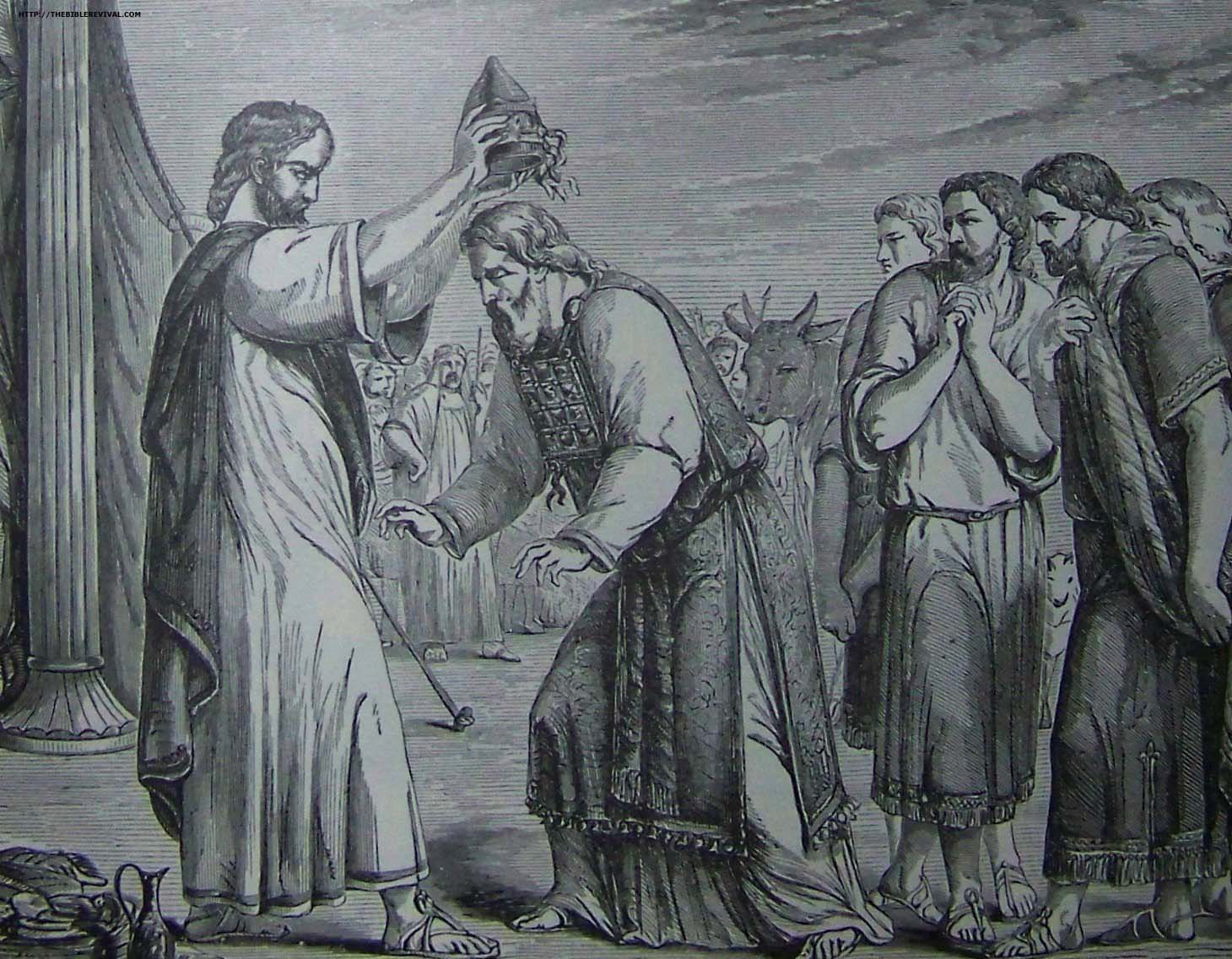
Mojžíšův bratr Áron je první postavou v Bibli, která dostane urím a tumím

Urím a tumím je podle některých výkladů název dvou speciálních kamenů, které se objevují v biblické tradici. Jejich užívání i smysl je předmětem náboženských debat. Podle všeho šlo o věštecké nástroje, které mohl použít izraelský velekněz, jenž při výkladu mohl spolupracovat s prorokem, tzv. „vidoucím“.
V judaismu je znám tradiční výklad, podle něhož se urím a tumím skládaly z 12 kamenů, jež byly vsazeny do náprsníku velekněze a na nichž byla vyryta jména izraelských kmenů. Podle některých vykladačů byl součástí urím a tumím také pergamen, na němž bylo napsáno Boží jméno o 72 písmenech, a tento pergamen byl uložen v kapse veleknězova náprsníku. Na kamenech náprsníku bylo vyryto dohromady také 72 písmen – kromě jmen 12 kmenů, které dohromady čítají 50 písmen, bylo na kamenech vyryto dalších 22 písmen, která tvoří tato slova: „Abrahám, Izák, Jákob, kmeny Ješurúnovy“ (hebrejsky אברהם יצחק יעקב שבטי ישרון, Avraham, Jicchak, Ja‘akov, šivtej Ješurun). Písmena těchto slov byla postupně ke jménům izraelských kmenů doplňována tak, aby na každém kameni veleknězova náprsníku bylo vyryto 6 písmen, tzn. že na první kámen, kde bylo vyryto kmenové jméno Rúben, které je složeno z 5 hebrejských písmen, bylo přidáno písmeno alef (א), na druhý kámen, kde bylo vyryto kmenové jméno Šimeón, které je složeno rovněž z pěti hebrejských písmen, bylo přidáno písmeno vet (ב) atd. Řádně ustrojen pak velekněz mohl urím a tumím používat k mystické kontemplaci, rozjímání a meditaci, dokud nedosáhl osvíceného stavu, jemuž se říká ruach ha-kodeš (Duch svatý). Tehdy bylo možné spatřit, jak některá písmena na kamenech náprsníku začínají vydávat zář, přičemž z těchto rozsvícených písmen bylo zapotřebí složit odpověď. Slovo urím (אוּרִים) odkazuje právě na onu zář, neboť je odvozeno z hebrejského slovesného kořene alef-vav-reš (אור), jenž má tyto významy: „svítit, být osvětlený, světlý, svítat“. Slovo tumím (תֻּמִּים) naproti tomu souvisí se slovesným kořenem tav-mem-mem (תמם), který může mít tyto významy: „být bezúhonný, být bezvadný, dokonalý, být hotov, být úplný“,  a odkazuje na požadavky, které musel velekněz splňovat, aby dosáhl osvíceného stavu.

## Podoba
S kameny urím a tumím se ve Starém zákoně setkáváme poprvé v příběhu, kdy Mojžíš vysvěcuje svého bratra Árona za velekněze nad izraelským lidem. Urím a tumím je v Exodu popsán jako součást speciálního náprsníku, jehož podoba je dopodrobna popsaná.
„Uděláš také náprsník soudu. Uděláš i k náprsníku řetízky jednostejné dílem točeným z zlata čistého. Uděláš také k náprsníku dva kroužky zlaté, a dáš je na dva kraje náprsníka. A prostrčíš dva řetízky zlaté skrze dva kroužky po krajích náprsníka. A druhé konce těch dvou řetízků připneš k haklíkům, a dáš na vrchní kraje náramenníka po předu. Uděláš i dva kroužky zlaté, kteréž dáš na dva kraje náprsníka, na tu obrubu jeho, kteráž jest po té straně k náramenníku do vnitřku. Uděláš ještě dva jiné kroužky zlaté, kteréž dáš na dvě strany náramenníka zespod po předu naproti spojení jeho, svrchu nad přepásaním náramenníka. Tak svíží náprsník ten, kroužky jeho s kroužky náramenníka, tkanicí z postavce modrého, aby byl nad přepásaním náramenníka, a neodevstával náprsník od náramenníka. I bude nositi Aron jména synů Izraelských na náprsníku soudu na srdci svém, když vcházeti bude do svatyně, na památku před Hospodinem ustavičně.“
Ex 28 (Kral, ČEP)
V rámci tohoto náprsníku se nacházely kameny urím a tumím:
„Položíš pak do náprsníku soudu urim a thumim, aby bylo na srdci Aronově, když vcházeti bude před Hospodina; a nositi bude Aron soud synů Izraelských na srdci svém před Hospodinem vždycky.“ Exodus 28

Zapojení kamenů do náprsníků je zapsáno také ve 3. knize Mojžíšově.

## Užití v Bibli

Urím a tumím (podle jedné z verzí)

V biblických spisech nacházíme několikero způsobů užití kamenů urím a tumím. Někdy se namísto zmínění obou kamenů užívá jen urím.

### Jozue
První návod nacházíme v Mojžíšově záznamu a směřuje k Jozuemu.
 „I řekl Hospodin Mojžíšovi: "Vezmi k sobě Jozua, syna Núnova, muže, v němž je duch, a vlož na něho ruku. Postavíš ho před kněze Eleazara i před celou pospolitost a dáš mu před jejich zraky pověření. Předáš mu díl své velebnosti, aby ho celá pospolitost synů izraelských poslouchala. Bude se stavět před kněze Eleazara a ten se bude pro něho Hospodina vyptávat na rozhodnutí pomocí urímu. Na jeho rozkaz budou vycházet a na jeho rozkaz budou vcházet, on a s ním všichni Izraelci, tedy celá pospolitost.“
Nm 27 (Kral, ČEP)

### Odpadlictví v době Samuela
Před příchodem proroka Samuela neměli izraelští velekněží už žádná zjevení skrze urím a tumím. V Bibli se nachází zápis o tom, jak se král Saul snažil získat odpověď skrze urím (pravděpodobně pomocí velekněze), ale nedočkal se.
 „I doptával se Saul Hospodina, ale Hospodin mu neodpovídal ani skrze sny ani skrze urím ani skrze proroky.“
1S 28 (Kral, ČEP)

### Po babylonském zajetí
V době Ezdráše a Nehemiáše, když se kmen Judy vrátil do Jeruzaléma, aby opět zbudoval chrám, zaznělo následující nařízení.
 „Místodržící jim zapověděl jíst ze svatých přídělů kněžských, pokud nebude ustanoven kněz pro posvátné losy urím a tumím ." Ezdráš 2; Nehemjáš 7

## Mormonismus
Mormoni věří, že jejich prorok Joseph Smith roku 1827 získal od anděla Zlaté desky a více než rok je překládal z reformní egyptštiny démotického typu. Joseph Smith nazýval nástroje, které mu tento překlad umožnily, jako urím a tumím a získal je prý od stejného anděla jako desky. Ve výsledku však Joseph Smith přeložil s pomocí urímu a tumímu pouze 116 ztracených stránek Knihy Lehi (dnešní verze Knihy Mormonovy byla přeložena pomocí odlišných vidoucích kamenů). Členové mormonské církve Smithe dodnes uznávají jako „Vidoucího“, neboť měl jako někteří starověcí proroci právo užívat tyto posvátné kameny.
Podle Josepha Smithe užíval urím a tumím kromě jiného i prorok Abrahám, jak je popsáno v mormonském apokryfu, Knize Abrahamově (Abraham 3,1+4).

### Urím a tumím v Knize Mormonově
Kameny urím a tumím jsou zmíněny i v mormonském písmu, Knize Mormonově. Podle textu byly tyto kameny předány Jehovovu bratru Jaredovu (údajně okolo roku 2300 př. n. l.), který je vzal s sebou do starověké Ameriky (Eter 3:23–24+28; Eter 4:5). Podle mormonů je právě tento pár urímu a tumímu tím, který nalezl a používal Joseph Smith (na rozdíl od páru kamenů, které vlastnil Abrahám a poté Mojžíš ve starověkém Izraeli).
„A viz, dám ti tyto dva kameny a ty je také zapečetíš s věcmi, jež zapíšeš.“ Eter 3:23

Proroci jareditského národa (který je podle mormonů totožný s Olméky) si urím a tumím předávali, až byly tyto kameny zanechány spolu se 24 zlatými deskami, které v 2. století př. n. l. našel Limhiův lid (Mosiáš 8:9). Není známo, zda kameny s deskami skryl ve své jeskyni poslední jareditský prorok Eter, nebo zda je skryl poslední jareditský král Koriantumr.
"A tyto věci se nazývají překladatele a žádný člověk se do nich nemůže podívati, ledaže je mu to přikázáno, aby nepohleděl na něco, na co by neměl, a aby nezahynul. A komu je přikázáno se do nich podívati, ten se nazývá Vidoucím." Mosiáš 8:13

Posvátné kameny byly Limhim předány králi Mosiáši II., který byl vládcem země Zarahemla a který použil kameny k přeložení 24 jareditských desek. Mosiáš II. je v Knize Mormonově nazýván jako Vidoucí - Mosiáš 8:13...)
"(Král Mosiáš)... přeložil a dal zapsati záznamy, jež byly na deskách ze zlata, jež byly nalezeny lidem Limhiovým a jež mu byly předány rukou Limhiovou. A nyní, přeložil je prostřednictvím oněch dvou kamenů, jež byly připevněny ke dvěma okrajům spony. Nyní, tyto věci byly připraveny od počátku a byly předávány z pokolení na pokolení, za účelem vykládání jazyků. A byly udržovány a zachovávány rukou Páně, aby mohl odhalovati každému stvoření, jež bude vlastniti zemi, nepravosti a ohavnosti svého lidu. A ten, kdo má tyto věci, se nazývá vidoucím, tak jako ve starých časech." Mosiáš 28:11-16

Dědeček Mosiáše II. (Mosiáš I.) je taktéž nazýván Vidoucím, jelikož přeložil velký kámen (staroamerickou stélu), podávající také zprávu o jareditském národě. Není známo, jakými nástroji Mosiáš I. překládal, jelikož neměl přístup k urímu a tumímu. Je možné, že použil odlišný typ vidoucích kamenů (jako Joseph Smith).
"A stalo se za dnů Mosiášových, že mu byl přinesen veliký kámen s rytinami; a on tyto rytiny vyložil darem a mocí Boží." Omni 1:20

### Urím a tumím v Nauce a Smlouvách
Zázračné kameny najdeme také v dalším z mormonských Písem, Nauce a smlouvách, konkrétně v pasážích 10:1, 17:1, 130:9-10. Zmínky jsou aktéž v životopise Josepha Smithe v Drahocenné perle v pasážích 1:35, 1:52, 1:59 a 1:62.

## Ostatní
- Jonathan Eybeschütz napsal spis Urim ve-Tummim
- Nápis v hebrejštině je obsažen v logu Yaleovy univerzity
- V české videohře Kingdom Come: Deliverance se nachází předmět "Urim a Thumim", který je pouhým kulturním odkazem na Urím a Tumím a ve hře neslouží žádnému účelu. Lze jej koupit od Šarlatána, se kterým se hráč poprvé setká v Sázavě[26]